# Československo-polská historická komise
Československo-polská historická komise byla společnou komisí československých a polských historiků, která vznikla v roce 1959 a měla se zaměřit na studium dějin vzájemných vztahů obou národů, prohlubování zájmu o studium dějin sousedního národa a řešení problémů ve vzájemných vztazích obou národů na základě známých historických faktů.

## Vznik a činnost komise
První plány na vznik československo-polské společnosti, která by se zabývala vzájemným poznáváním historické tvorby, pocházely z 30. let 20. století a byly spjaty se jmény českého historika zabývajícího se polskými dějinami Josefa Macůrka a polského historika Marceliho Handelsmana. Kvůli politické situaci se záměr nerealizoval, nicméně Macůrek se za vznik podobné instituce zasazoval i nadále a když v roce 1959 nakonec byla společná komise vytvořena, právě on se v důsledku své dlouhodobé snahy stal předsedou její české části. K zakládajícím členům komise za polskou stranu patřila polská historička a vůdčí postava polské bohemistiky Ewa Maleczyńska.
První zasedání komise se konalo ve dnech 7. až 9. dubna 1959 v Krakově na půdě místní pobočky Polské akademie věd, druhá schůzka pak recipročně v Praze, a to pod patronátem Historického ústavu ČSAV ve dnech 11. až 14. listopadu téhož roku. Komise pak existovala takřka třicet let, pracovala při obou národních akademiích věd (ČSAV a PAN), stala se stěžejní platformou pro setkávání historiků z obou zemí a zprávy z pravidelných společných zasedání byly publikovány v časopisech Slezský sborník, Slovanský přehled a Kwartalnik Historyczny. Kromě řádných zasedání členové komise spolupracovali i jinými způsoby, například zorganizováním společné vědecké konference s tématem národnostních poměrů ve Slezsku na přelomu 19. a 20. století v červnu 1960. K československým členům komise patřili kromě Macůrka například František Kavka, Josef Kolejka nebo Miroslav Kropilák.
Jako nejplodnější období v trvání komise se ukázala léta šedesátá, kdy se pozornost jak české tak polské strany zaměřila na oslavy tisíce let polské státnosti a shrnutí tisíce let vzájemných česko–polských vztahů; tyto pak byly shrnuty ve dvoudílné práci kolektivu autorů s názvem Češi a Poláci v minulosti, která co do zaměření a rozsahu zatím nebyla překonána. Z obou stran se rovněž podařilo publikovat syntetické práce k dějinám sousedního národa, i když zpracované způsobem poplatným době a marxistickému výkladu dějin.